# Basananthe nummularia
Basananthe nummularia är en passionsblomsväxtart som beskrevs av Friedrich Welwitsch. Basananthe nummularia ingår i släktet Basananthe och familjen passionsblomsväxter. Inga underarter finns listade i Catalogue of Life.